# История на българския народ до края на неговата държава
„История на българския народ“ (на сръбски: Историја Бугарскога народа до пропасти државе) е първият труд по история на България, излязла на сръбски или сърбохърватски език.
„История на българския народ“ не е първото историографско проучване по темата сред сърбите и хърватите. Тя се предхожда в илиризма от „Разговор угодни народа словенскога“ от Андрия Миошич от 1756 г. Следва изследването на Йован Раич от 1794 г., след което темата занимава лингвистично Доситей Обрадович и Вук Караджич. Също така историята на българите е засегната от хърватите Станко Враз, Киселяк с неговата драма „Самуил цар бугарски“ от 1862 г., Людевит Гай, Иван Сакцински, Ватрослав Каич, Август Шеноа, Август Харамбашич и други техни сънародници през 18 – 19 век. Особен е приносът на Йосип Щросмайер и Стефан Веркович по темата.
Завършена на 9 април 1878 г. това е втората книга в сърбохърватската историография с тематика история на България след труда на Йован Раич „История разных славенских народов найпаче Болгар, Хорватов и Сербов“ и първата самостоятелно отпечатана история на България, написана от сърбин. Отпечатана е във вестник „Застава“, като излизането ѝ е обявено още в броя от 5 декември 1877 г. От следващия брой на вестника започва отпечатването на поредицата за историята на България.
Книгата съдържа и някои неточности. Например бащата на комитопулите Давид, Мойсей, Арон и Самуил е представен като Шишман. Географското описание на българските земи от Милан Савич е ценно, тъй като Нишко е представено като българско.
След излизането на „История на българския народ“, тя е рецензирана от Пера Тодорович в списание „Стража“. Димитър Цанов Кочов от Плевен се заема с превеждането на историята на български като учил в Загреб, видно от дописка от 27 май 1878 г. във вестник „Българин“. Известие за съдбата на превода липсва. Книгата е разпространена по него време из цяла България – София, Видин, Русе, Пловдив и другаде.
„История на българския народ“ на Милан Савич обогатява демократичните традиции на българо-сръбските културно-политически отношения, допринасяйки за тяхното утвърждаване на основа на достоверните исторически факти.